# MercedesCup 2017
MercedesCup 2017 là giải quần vợt chơi trên sân cỏ. Đây là lần thứ 40 MercedesCup được tổ chức. Giải là một trong các giải ATP World Tour 250 của mùa giải ATP World Tour 2017. Giải được tổ chức ở Stuttgart, Đức từ ngày 12 tháng 6 đến 19 tháng 6 năm 2017.

## Vận động viên nội dung đơn

### Hạt giống
| Quốc gia | Tay vợt         | Xếp hạng1 | Hạt giống |
| -------- | --------------- | --------- | --------- |
| SUI      | Roger Federer   | 5         | 1         |
| BUL      | Grigor Dimitrov | 13        | 2         |
| CZE      | Tomáš Berdych   | 14        | 3         |
| FRA      | Lucas Pouille   | 17        | 4         |
| Hoa Kỳ   | Steve Johnson   | 26        | 5         |
| GER      | Mischa Zverev   | 31        | 6         |
| FRA      | Gilles Simon    | 32        | 7         |
| SRB      | Viktor Troicki  | 35        | 8         |

- 1 Bảng xếp hạng được tính vào ngày 29 tháng 5 năm 2017[1][2]

### Vận động viên khác
Wild card:
- Tommy Haas
- Maximilian Marterer
- Lucas Pouille

Vượt qua vòng loại:
- Márton Fucsovics
- Peter Gojowczyk
- Yannick Hanfmann
- Lukas Lacko

### Rút lui
Trước giải đấu
- Karen Khachanov →thay bằng  Jerzy Janowicz
- Jiří Veselý →thay bằng  Stéphane Robert

### Bỏ cuộc
- Marcos Baghdatis

## Vận động viên nội dung đôi

### Hạt giống
| Quốc gia | Tay vợt        | Quốc gia | Tay vợt              | Xếp hạng1 | Hạt giống |
| -------- | -------------- | -------- | -------------------- | --------- | --------- |
| Hoa Kỳ   | Bob Bryan      | Hoa Kỳ   | Mike Bryan           | 12        | 1         |
| GBR      | Jamie Murray   | BRA      | Bruno Soares         | 17        | 2         |
| ROU      | Florin Mergea  | PAK      | Aisam-ul-Haq Qureshi | 52        | 3         |
| AUT      | Olivier Marach | CRO      | Mate Pavić           | 67        | 4         |

- Bảng xếp hạng được tính vào ngày 29 tháng 5 năm 2017

### Vận động viên khác
The following pairs received wildcards into the doubles main draw:
- Andre Begemann /  Jan-Lennard Struff
- Tommy Haas /  Florian Mayer

### Rút lui
Trước giải đấu
- Treat Huey

Trong giải đấu
- Tommy Haas

## Vô địch

### Đơn
- Lucas Pouille đánh bại  Feliciano López, 4–6, 7–6(7–5), 6–4

### Đôi
- Jamie Murray /  Bruno Soares def.  Oliver Marach /  Mate Pavić, 6–7(4–7), 7–5, [10–5]